# Pietro Degano
Pietro Degano (Lissa, 7 settembre 1919 – Pasian di Prato, 1º aprile 1978) è stato un calciatore italiano, di ruolo attaccante.

## Biografia

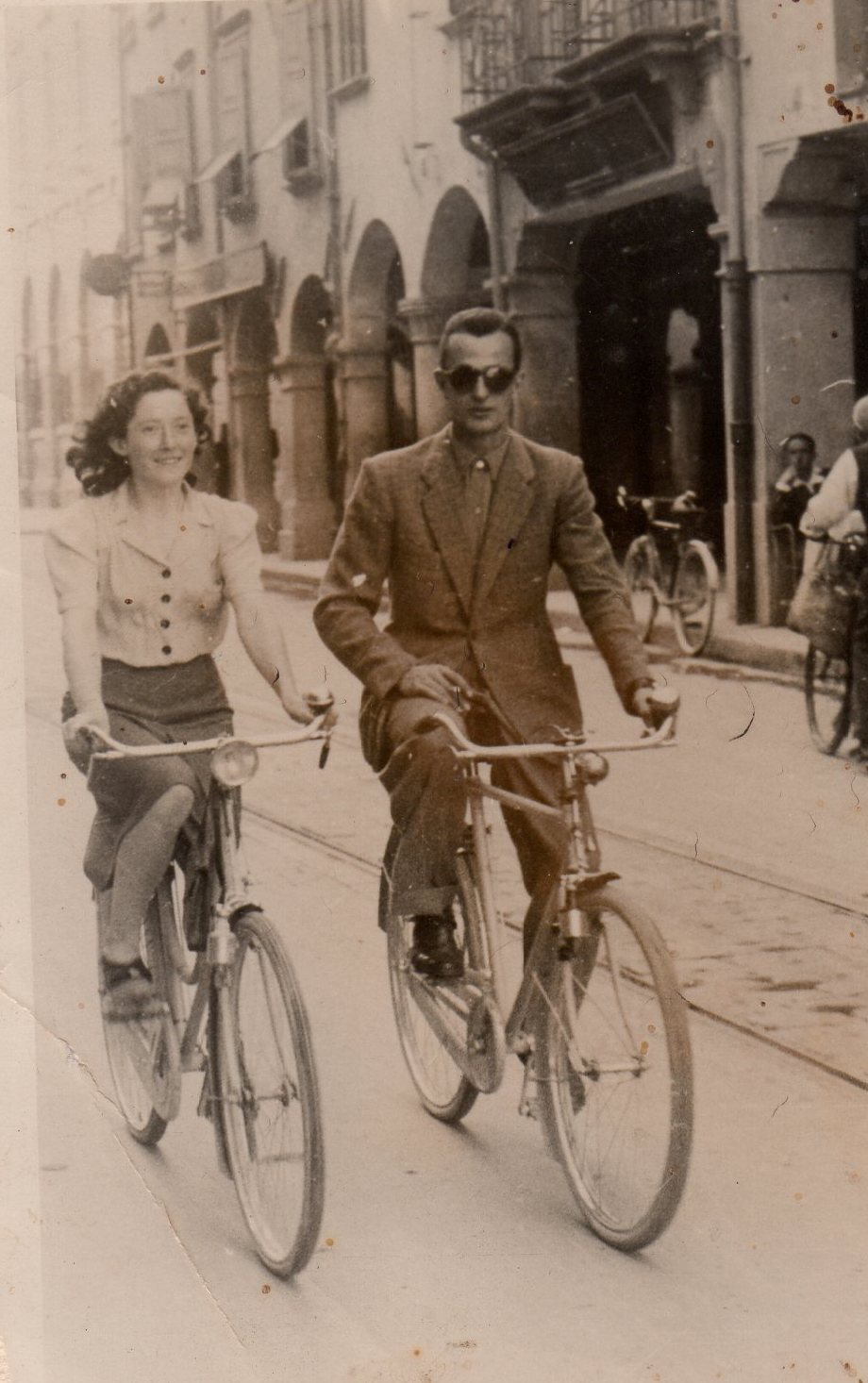
Pietro con la moglie Rina a Udine

Nacque a Lissa, in Dalmazia, dove il padre Vittorio si era trasferito per motivi di lavoro. Rientrato a Udine, nel 1944 sposò Onorina Cosattini, da cui avrebbe avuto tre figli: Enzo, Anna e Claudio. Nel 1952 Pietro con la moglie e il primogenito ritornò a Pasian di Prato dove assunse la gestione di un bar e di un campo di bocce. Morì il 1º aprile 1978 per un male incurabile.

## Caratteristiche tecniche
Degano era un'ala tecnicamente elegante e abile nel fraseggio stretto, doti che sfruttava per liberarsi al cross o al tiro in prima persona. Veloce e scattante, per il suo modo di tenere la palla e di correre nel periodo a Firenze fu soprannominato la gazzella viola.

## Carriera

### Club

#### Gli esordi

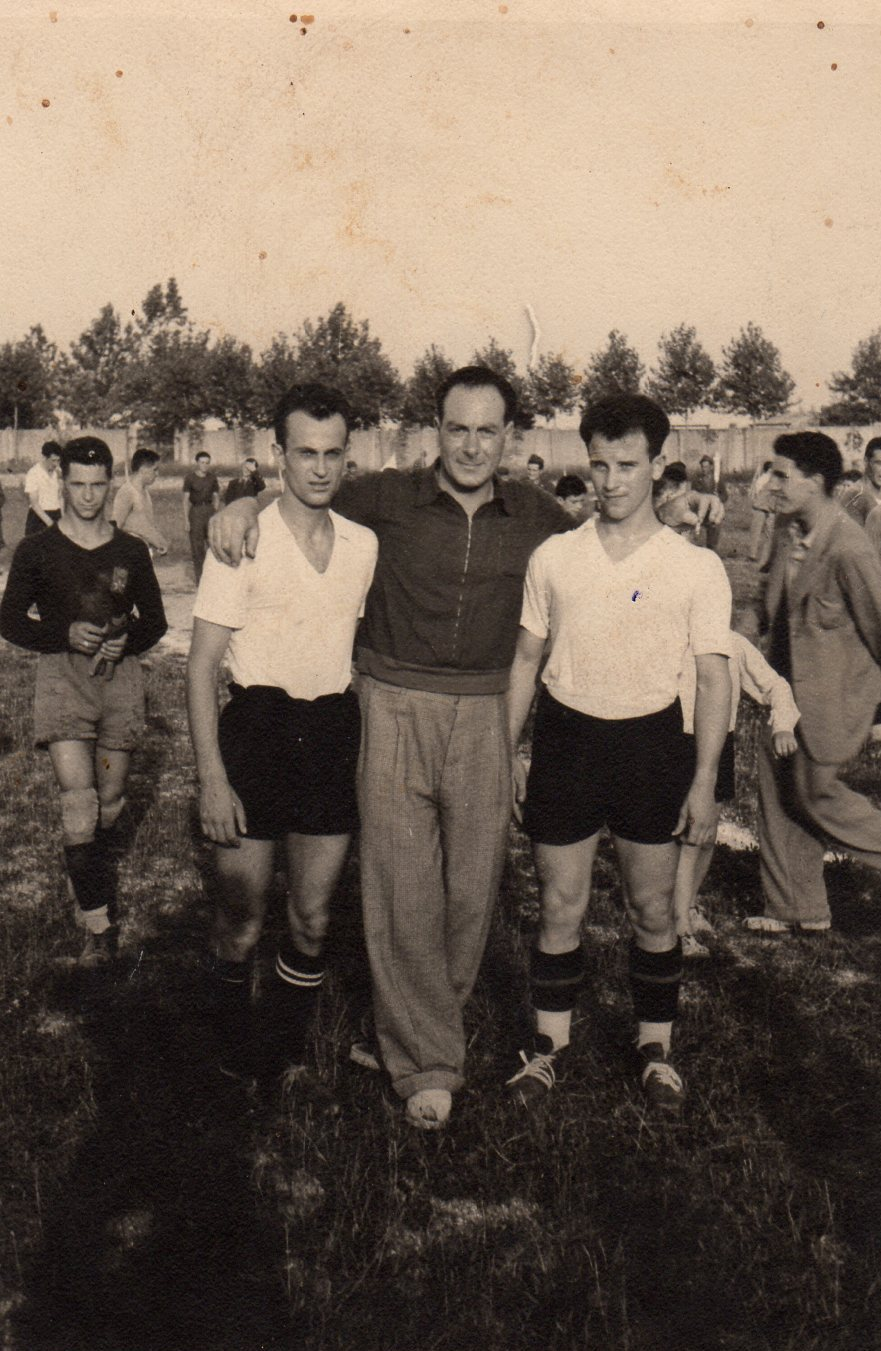
Degano e Zorzi nel 1937

Inizia a giocare nella Pontinia Pasian di Prato insieme a Luigi Zorzi, suo compagno di squadra anche negli anni successivi. Nel 1935, a 16 anni, passa nelle file della Bellotto Sport, piccola società udinese, e due anni più tardi viene acquistato dall'Udinese.
Nella formazione bianconera disputa due campionati da riserva, il primo in Serie C e il secondo in Serie B, nei quali è poco utilizzato dall'allenatore Luigi Miconi (20 presenze complessive). Nel campionato di Serie B 1939-1940, a 20 anni, si impone come titolare, collezionando 30 presenze e 7 reti, ed entra nel giro della nazionale universitaria.

#### Il biennio alla Fiorentina (1940-1942)
Nell'estate 1940 viene acquistato dalla Fiorentina, che anticipa la Lazio e il Milano. Esordisce in Serie A il 6 ottobre 1940, nella vittoria interna per 4-3 sul Genova, e nella sua prima stagione nella massima serie (conclusa dai viola al terzo posto) totalizza 5 reti in 14 presenze, diventando uno dei giocatori preferiti dalla tifoseria. In quello stagione diventa stabilmente titolare nel ruolo di ala sinistra, con 22 presenze e 6 reti.

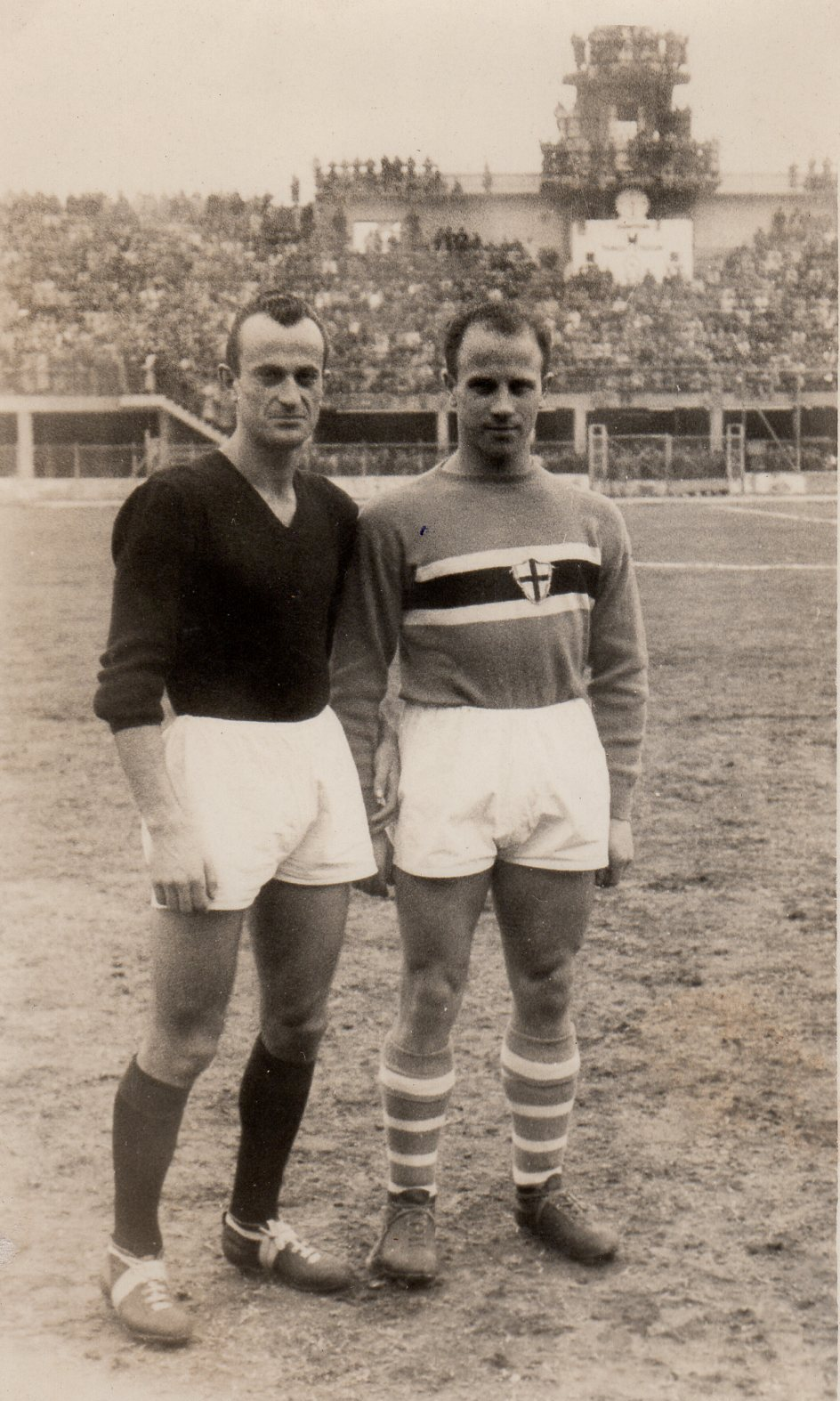
Degano e Zorzi prima di Livorno-Sampdoria

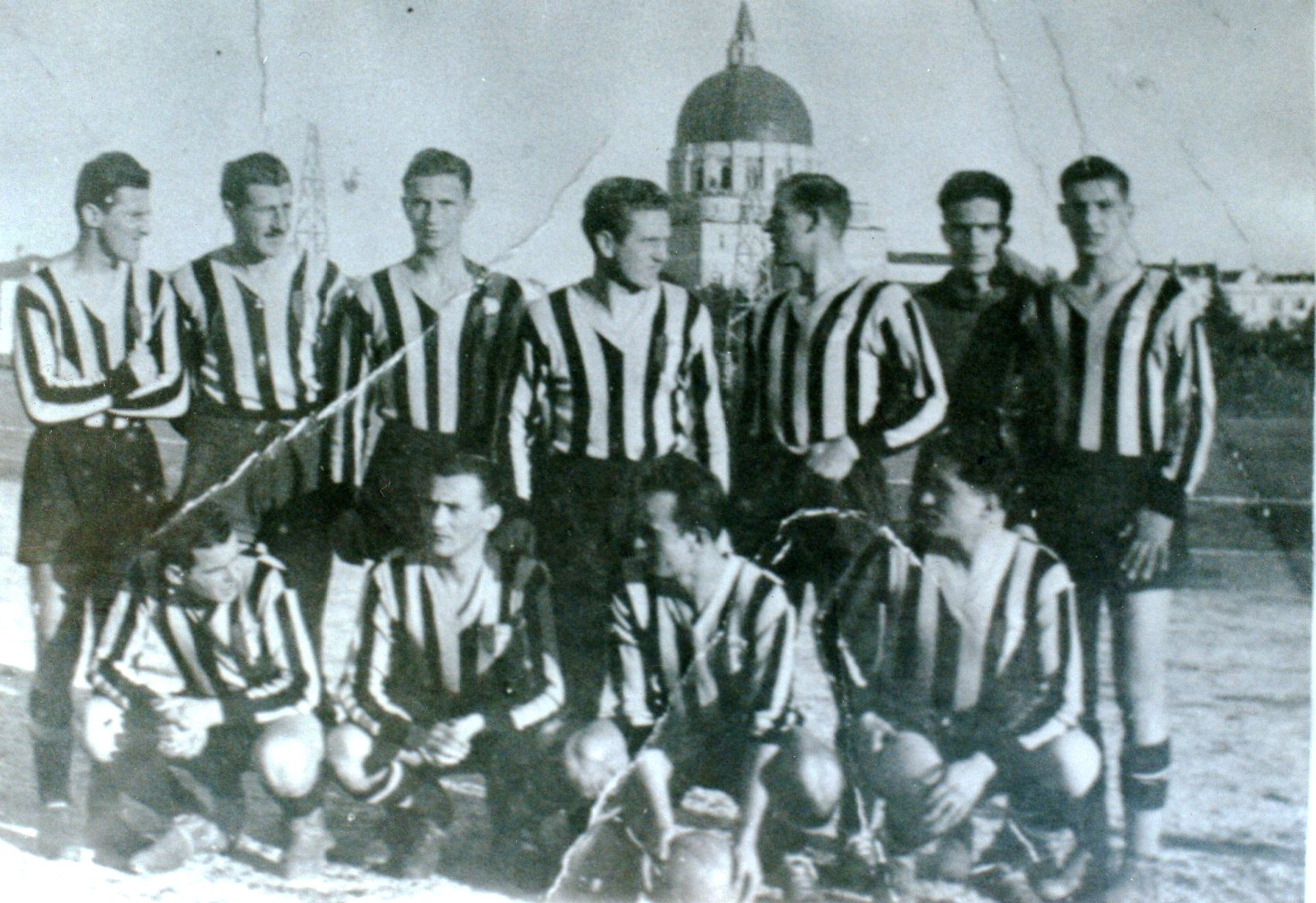
L'Udinese nel 1944. In piedi da sinistra: D’Odorico, Feruglio, Manente, Di Pasquale, Clocchiatti, Cantoni, Pravisano; accosciati Barbot, De Stefano, Degano e Bertoli.

#### Livorno e ritorno a Udine
Nel 1942 viene acquistato dal Livorno: con la formazione amaranto sfiora la conquista dello scudetto, alle spalle del Grande Torino, nel campionato 1942-1943. Degano è l'ala sinistra titolare, e realizza 6 reti in 27 partite, tra cui il gol decisivo per la vittoria ottenuta proprio sul campo del Torino, l'11 ottobre 1942.
Al termine della stagione i campionati vengono sospesi per le vicende belliche: Degano e Zorzi vengono inizialmente richiamati alle armi e destinati al fronte libico. Tuttavia, grazie all'interessamento di un ufficiale, ottengono il ritorno a casa, e disputano il campionato di guerra ritornando per una stagione nell'Udinese. In maglia bianconera Degano partecipa al girone giuliano del Campionato Alta Italia 1944, sotto la guida di Alfredo Foni.

#### Dopo la guerra: ritorno al Livorno e Milan (1945-1949)
Terminata la guerra fa rientro al Livorno, con il quale partecipa al campionato di Divisione Nazionale 1945-1946: la formazione labronica, inquadrata nel girone centro-meridionale, approda alle finali nazionali, e Degano contribuisce con 25 presenze e 4 reti. Viene riconfermato anche per il successivo campionato, tornato a girone unico, prima di trasferirsi nel 1947 al Milan, dove ritrova come allenatore Giuseppe Bigogno, già suo compagno di squadra nella Fiorentina.

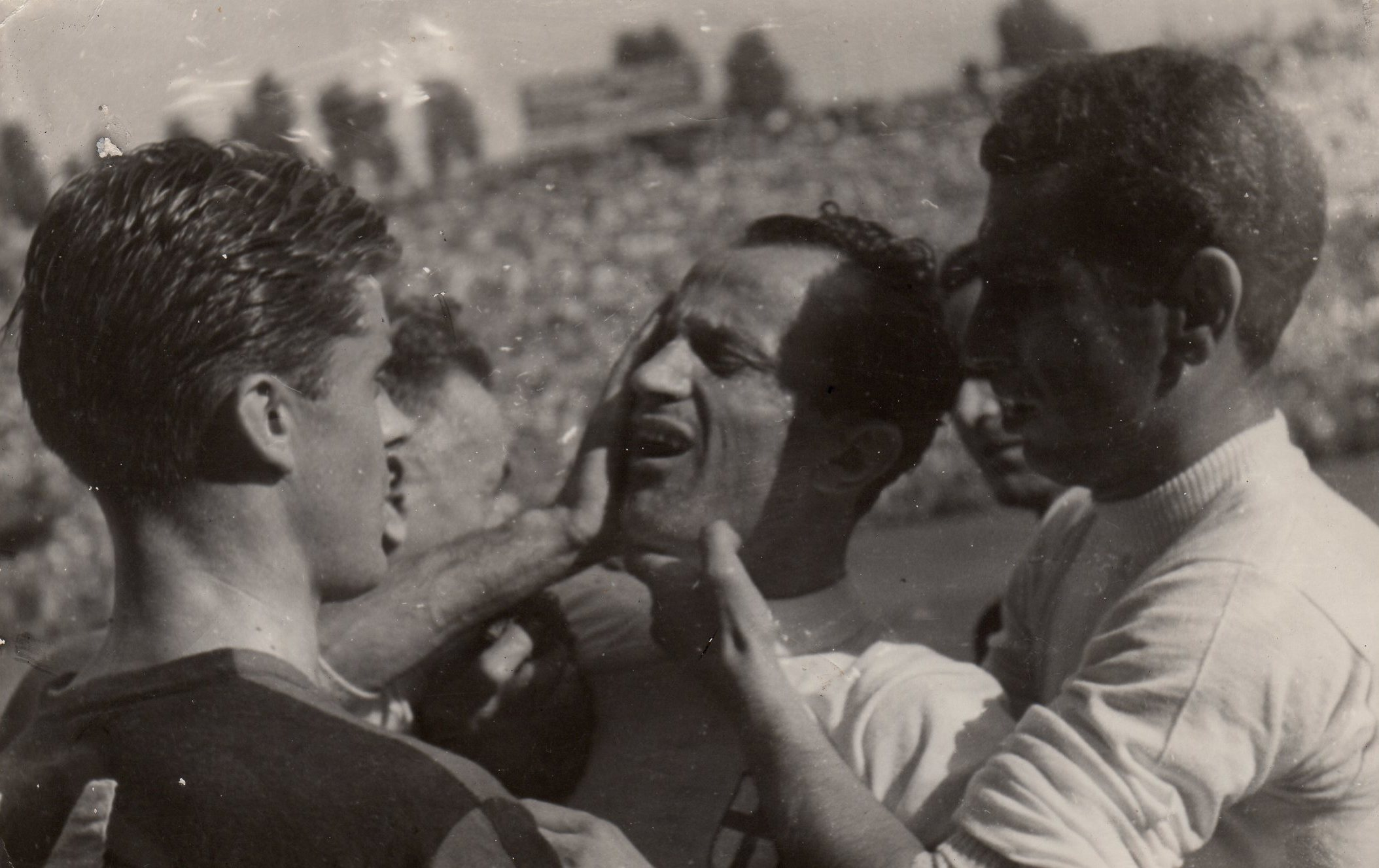
Contusione allo zigomo in occasione della partita Milan-Genoa dell'8 ottobre 1947

Esordisce con la maglia rossonera il 14 settembre 1947 nella vittoria sul campo della Lazio, e nella sua prima stagione realizza 9 reti, record personale in carriera. Nel campionato 1948-1949, tuttavia, perde il posto da titolare: colleziona 7 presenze, nelle quali mette a segno 4 gol, e a fine stagione viene ceduto al Venezia, sempre in Serie A, nonostante avesse richiesto di passare all'Udinese per chiudervi la carriera.

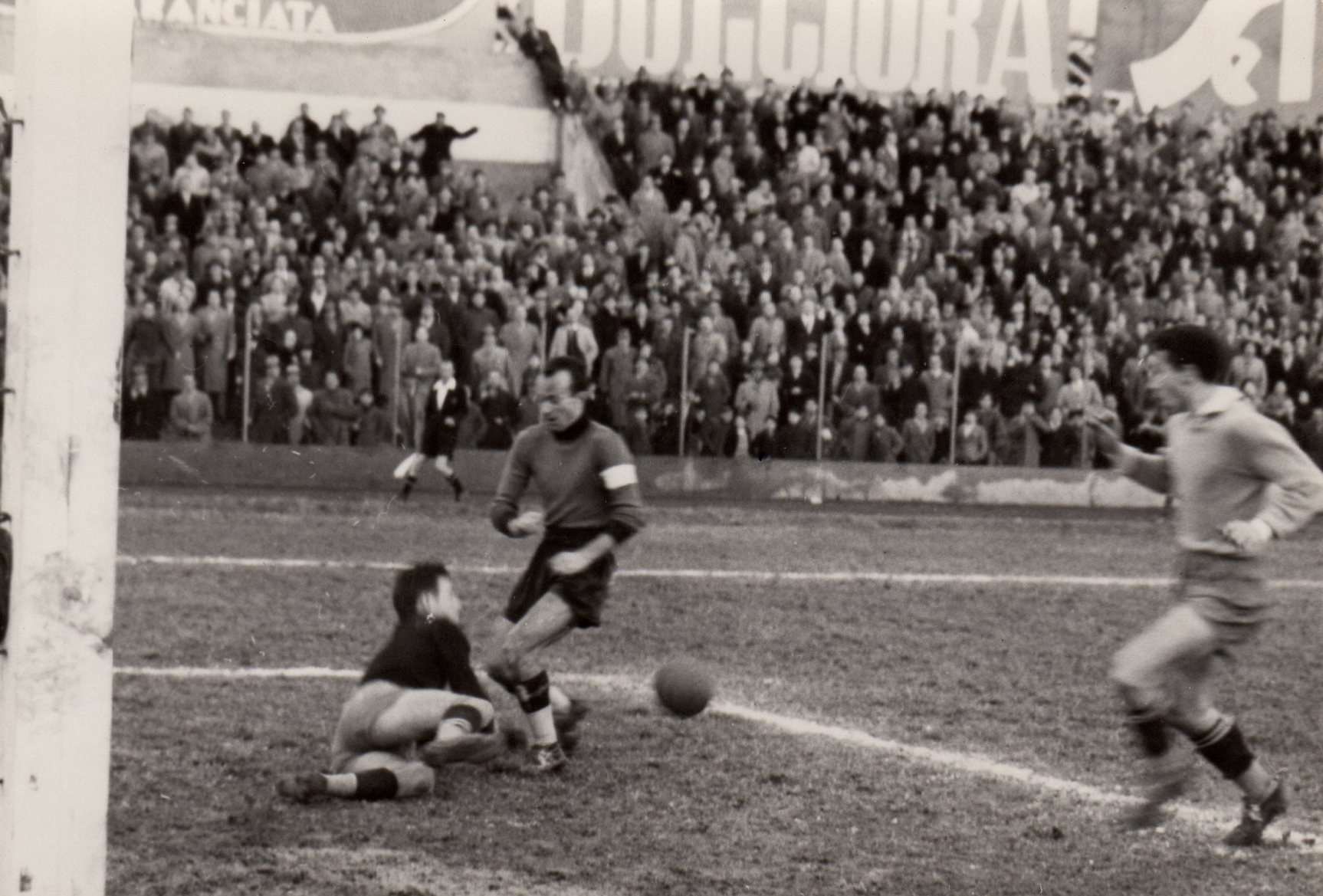
Degano in azione col Venezia

#### Il finale di carriera: Venezia e ritorno in Friuli
In Laguna Degano ritrova continuità di impiego, e disputa 30 partite nel campionato di Serie A 1949-1950; la formazione neroverde, tuttavia, retrocede in Serie B. Riconfermato anche tra i cadetti, disputa altri due campionati (il primo da titolare, il secondo da riserva con 6 presenze), e nel 1952, a 33 anni, abbandona il calcio professionistico. Rientrato in Friuli, conclude la carriera tra i dilettanti, con Casarsa e Tarcento.

### Nazionale
Esordisce in maglia azzurra a Torino il 23 maggio 1940, in una rappresentativa giovanile italiana vittoriosa per 8-1 sull'Ungheria; Degano realizza la rete del 2-0. Nel novembre 1940 viene convocato da Vittorio Pozzo in vista della partita della Nazionale contro l'Ungheria, tuttavia non può rispondere alla convocazione a causa di un infortunio rimediato in campionato.

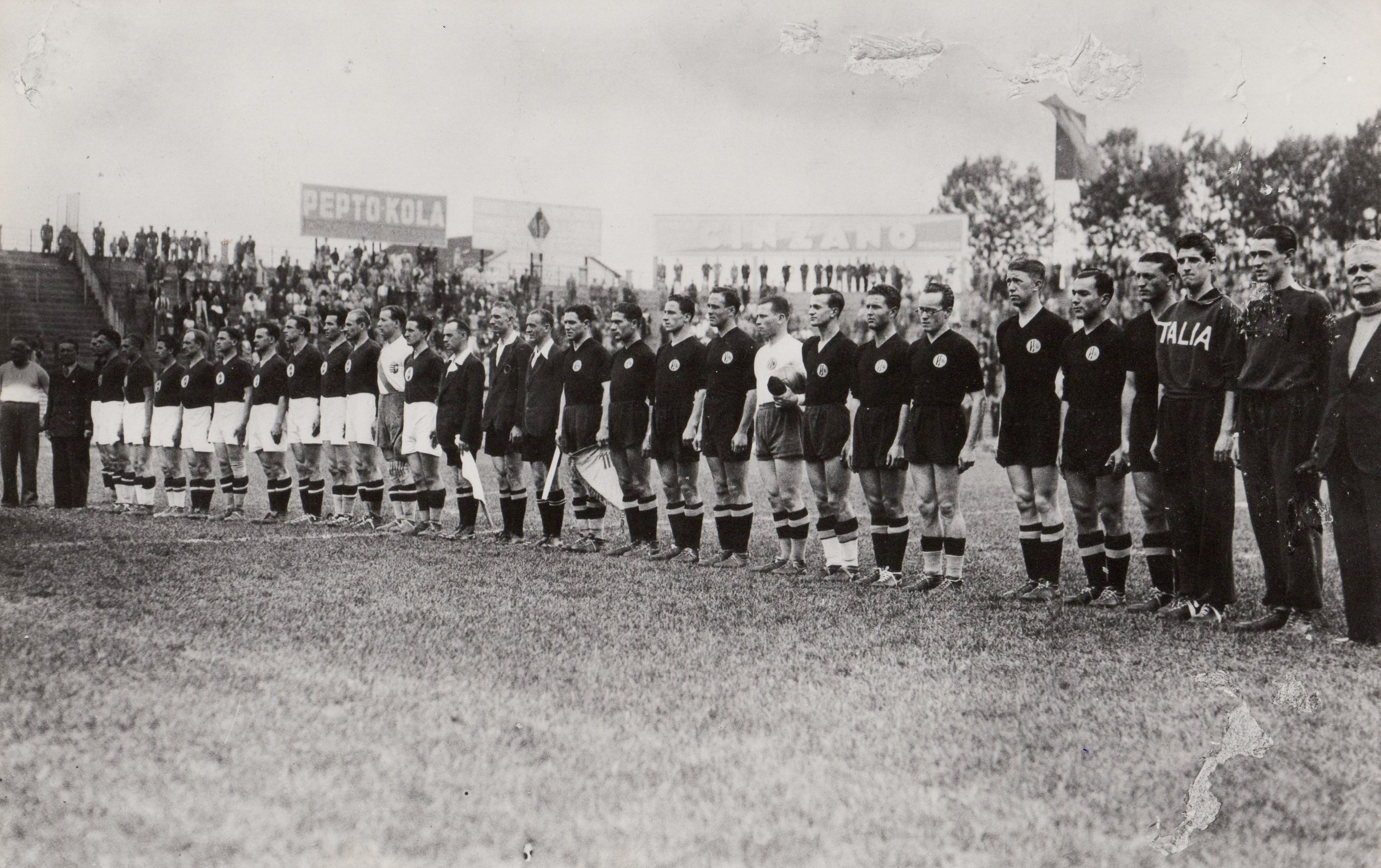
Italia-Ungheria, 24 maggio 1940: Degano è il nono da destra

## Dopo il ritiro
Tornato a Pasian di Prato, diventa per qualche tempo l'allenatore della Pasianese, che nel 1970 porta alla promozione in Seconda Categoria; contemporaneamente si dedica all'attività bocciofila.

## Palmarès

### Club

#### Competizioni nazionali
- Serie C: 1

Udinese: 1938-1939